# José Miguel de Velasco Franco

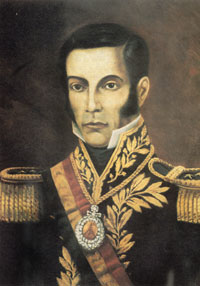
José Miguel de Velasco Franco

José Miguel de Velasco Franco (* 29. September 1795 in Santa Cruz de la Sierra; † 13. Oktober 1859 ebenda) war ein bolivianischer General und Politiker. Er war mehrmals Präsident seines Landes.

## Leben und Wirken
José Miguel de Velasco Franco, der Sohn von Ramón Gonzáles de Velasco und Petrona Franco, war in diversen Funktionen beim Militär tätig und stieg bis zum General auf. Er war zeit seines Lebens politisch aktiv und während insgesamt vier Amtszeiten Präsident von Bolivien. Er führte das Land in Zeiten politischer Instabilität und war an mehreren Revolten beteiligt. Er war entschiedener Gegner seiner späteren Nachfolger im Amt des Präsidenten Manuel Isidoro Belzu und José Ballivián. Zu seinen wichtigsten Leistungen zählt die neue Verfassung für Bolivien während seiner 3. Amtszeit, welche die Magna Carta von 1835 ersetzte. Ihm zu Ehren erhielt die bolivianische Provinz José Miguel de Velasco ihren Namen. Zusammen mit Víctor Paz Estenssoro, der ebenfalls viermal regierte, war er der Präsident mit den meisten Amtszeiten.

## Amtszeiten
- 1. Amtszeit: 2. August 1828–18. Dezember 1828
- 2. Amtszeit: 1. Januar 1829–24. Mai 1829
- 3. Amtszeit: 22. Februar 1839–10. Juni 1841
- 4. Amtszeit: 18. Januar 1848–6. Dezember 1848